# Ida (vallée)
Pour les articles homonymes, voir Ida.
La vallée d’ Ida Valley est une vallée, qui siège à l’est de la vallée de ‘Manuherikia’ dans le District de Central Otago dans l’Île du Sud de la Nouvelle-Zélande.

## Géographie

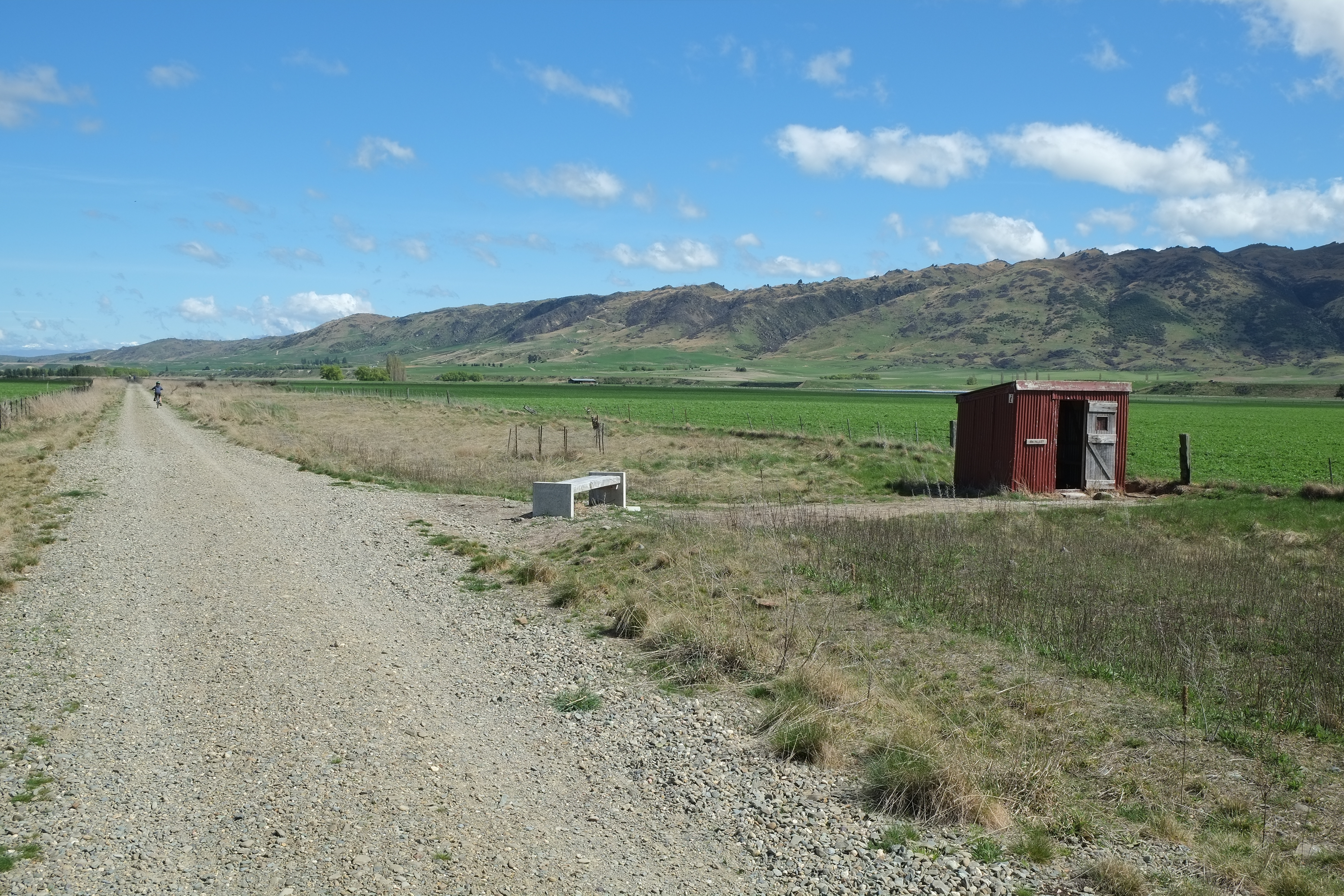
Chemin de randonnée d’Otago Central Rail Trail’ au niveau de la vallée d’’Ida’

Elle est localisée à une altitude d’environ 500 m, formant une large vallée plate de 40 km de long, s'étalant dans une région relativement sèche, qui présente des hivers froids et des étés chauds, comme le reste de ‘Central Otago’.
La majorité de la production agricole dans la vallée d’Ida sont des agneaux,comprenant des moutons en particulier de la race mérinos, et aussi du bétail pour la reproduction.
La vallée est dénommée d’après le ruisseau nommé ‘Ida Burn’, qui rejoint le ‘Poolburn ‘et la chaîne de ‘Raggedy Range’ via les gorges de  ’Poolburn Gorges’.
Le plus important des villages parmi la population clairsemée de cette vallée d’ ‘Ida’ est la petite ville d’Oturehua, une petite localité située à son extrémité nord. Deux autres petites installations nommées, "Poolburn", et "Ida Valley" sont plutôt des groupes de quelques maisons et de fermes, que de véritables villages, bien que ‘Poolburn’ soit la localisation de l’école primaire locale.
La route allant de ‘Ida Valley’ à ‘Omakau’ passe à travers la plus grande partie de la vallée et relie les villes d’Omakau et celle d’ ‘Idaburn’, les deux étant sur le trajet de la State Highway 85/S H 85.

## Tourisme
La vallée à un riche héritage du passé des mines d’or, avec des restes de mines et de zones de travail répartis dans et autour de la ville de Oturehua.
Le sentier nommé Otago Central Rail Trail conduit à travers la plus grande partie de la vallée d’Ida à partir d’ ‘Idaburn’, à travers les gorges de ‘Poolburn’, une section spectaculaire du sentier cyclable franchissant deux  viaducs ainsi que deux tunnels. L’opérateur local fournit les ‘bike hire’ et guide de transport pour les journées de promenades de longueur variée en un ou plusieurs jours entre Oturehua et Omakau. Oturehua procure aussi des options d’hébergements pour les parcours de plusieurs jours sur le sentier.